# Камишахтинська печера імені Д. Г. Вахрушева
Камишахтинська печера імені Д. Г. Вахрушева (рос. Камышахтынская им. Д. Г. Вахрушева) — печера в Башкортостані, Росія. Печера комплексного (горизонтально-вертикального) типу простягання. Загальна протяжність — 467 м. Глибина печери становить 110 м. Категорія складності проходження ходів печери — 2А. Печера відноситься до Верхньобельського підрайону Бельсько-Нугуського району Південної області Західноуральської спелеологічної провінції.